# Resident Evil 3 (відеогра, 2020)
«Resident Evil 3» (укр. Оселя зла 3) — ремейк survival horror гри Resident Evil 3: Nemesis 1999 року. Розроблений і виданий Capcom R & D Division 1 3 квітня 2020 року для PlayStation 4, Xbox One та Windows.

## Ігровий процес
Як і в оригінальній грі, гравець відігрує роль спецпризначенки Джилл Валентайн, яка бореться з зомбі в місті Раккун-Сіті. На відміну від оригінальної гри, що мала фіксовані ракурси огляду, ремейк має вільну камеру від третьої особи, як і ремейк Resident Evil 2. Багато місць не є технологічнішими відповідниками місць із Resident Evil 3: Nemesis, а цілковито нові. Тут стало менше розвилок сюжету, інвентар можна поступово збільшувати, а зброю вдосконалювати. Героїня отримала змогу ухилятися від ворожих атак.
Гра містить багатокористувацький режим Resident Evil: Resistance, в якому команда з чотирьох учасників протистоїть одному знеособленому гравцеві. Ці четверо виступають в ролі вцілілих жителів Раккун-Сіті, що намагаються покинути місто. Для цього їм належить знищувати зомбі та уникати пасток, користуючись вогнепальною і холодною зброєю. Вбиваючи ворогів, вони отримують кошти, за які на спеціальних станціях купують лікуються й купують зброю та боєприпаси. П'ятий гравець відігрує роль співробітника Umbrella, що прагне завадити втечі, насилаючи зомбі й розставляючи пастки за ресурси, що поступово надходять з часом. Він може брати деяких особливо сильних зомбі під особистий контроль. Кожного персонажа-втікача можна вдосконалювати шляхом відкриття скринь з випадковими бонусами, що купуються окремо. Персонаж з Umbrella в свою чергу поступово відкриває нові пастки та види зомбі.

## Сюжет
Дія гри проходить у 1998 році, паралельно подіям, показаним у Resident Evil 2. Джилл Валентайн, боєць спецпідрозділу С.ТА.Р.З.(Спеціальний тактично-рятувальний загін), а також головна героїня першої частини гри, прокидається від грому. Вона йде у ванну, і коли закриває воду, помічає, що перетворюється на зомбі. Вона з останніх сил бере пістолет і стріляє собі у скроню.
Виявляється, що це був сон. Джилл прокидається. За вікном у Раккун-Сіті вирує хаос через витік Т-вірусу, який перетворює людей на зомбі. Вона йде до ванної і приводить себе до ладу. Раптом, у квартирі дзвонить телефон. Джилл відповідає на дзвінок. Це телефонує її колега Бред Вікерс і вимагає, щоб вона покинула місто. Джилл намагається взяти пістолет, але раптом крізь стіну до квартири проломлюється величезна постать яка промовляє одне-єдине слово "С.ТА.Р.З". Він намагається вбити Джилл, але вона тікає з квартири. Проте потвора переслідує її через будинок, але Джилл відривається від неї. На вулиці вона зустрічає Бреда, який пояснює, що ця потвора переслідує лише членів С.ТА.Р.З, які залишилися в місті - його та Джилл. Вони помічають. що зомбі прориваються і тікають. Бреда кусають зомбі і він жертвує собою, щоб дати Джилл втекти. Вона пробирається вулицями Раккун-Сіті і помічає гелікоптер. Пілот гелікоптера інструктує Джилл піднятися на дах. Вона піднімається на дах, але гелікоптер збиває потвора, яка з'являється і погрозливо йде до Джилл. Вона сідає в машину, заводить її і таранить потвору. Але вона хапає її за шию і починає душити. Джилл скидає її з даху і падає разом з ним. Але і потвора і Джилл виживають. Потвора наближається до Джилл. але раптом хтось стріляє у неї з ракетної установки. Одну ракету потвора перехоплює, але наступна влучає прямо в неї. Це стріляв Карлос Олівейра - солдат С.П.Б.А.(Служба протидії біозагрозам Амбрелли), який рятує Джилл і каже, що у метро зібралися вцілілі. У потязі вона зустрічає командувача загону С.П.Б.А. Михаїла Віктора, загін якого було майже знищено.. Карлос інструктує її, що потрібно запустити потяг. Спочатку потрібно відновити електроживлення, а потім прокласти маршрут. Джилл спершу вирушає до електростанції. Вона заходить у будинок і бачить пораненого солдата С.П.Б.А., якого холоднокровно вбиває інший солдат з білявим волоссям і цинічно відповідає Джилл щодо своїх дій. Джилл прибуває до електростанції і знищуючи мутантів-павуків відновлює живлення. Потім вона прямує до будівлі метрополітену, але її переслідує потвора. Джилл дістається будівлі метрополітену і програмує поїзд до прибуття на станцію "Фокс-Парк". Вона втікає від потвори і дістається станції. На станції вона і Карлос зустрічається з двома іншими солдатами, Тайреллом Патріком та тим самим солдатом з білявим волоссям, якого звуть Ніколай. Ніколай жорстко критикує Джилл і йде. Раптом, до метро потрапляє потвора. Джилл закриває ворота, але відволікає потвору щоб врятувати вцілілих і солдат.
Джилл потрапляє у каналізацію і уникаючи мутантів вибирається на поверхню. Її хапає потвора, яка на цей раз озброєна вогнеметом. Але Джилл вдається перемогти і втекти з будівлі. Вона опиняється біла поліцейського відділку Раккун-Сіті та заходить до магазину Кендо. Власник вітає її і дає ключі від заднього двору. Вона починає пробиратися до метро, але потвора знову з'являється, цього разу озброєна ракетною установкою. Джилл попри всі пастки та заражених вдається втекти. Її зустрічає Карлос і готує пастку для монстра. Вони дістаються метро, але Карлос залишається. Михаїл Віктор дає їм з Тайреллом завдання знайти доктора Натанієля Барда, який можливо, має вакцину від Т-вірусу. Олівейра та Патрік вирушають до міста, а Джилл, Михаїл та Ніколай лишаються на потязі, який вирушає в дорогу. Ніколай сумнівається що доктор Бард живий, але Михаїл запевняє, що дізнався про це з надійних джерел. Також він замислюється, як же зомбі змогли знищити їх загін, адже ворота були замкнені. Раптом гасне світло і лунають вибухи та крики людей. Це потвора проникла на потяг. Ніколай тікає, а Михаїл жертвує собою і вибухає разом з потворою, у результаті чого потяг сходить з рейок.
Карлос та Тайрелл дістаються поліцейського відділку і стають свідками того, як заражений Бред Вікерс кусає лейтенанта Марвіна Брану(одного з героїв Resident Evil 2). Вони входять у відділок, але не знаходять його. Тайрелл каже що Бард має бути в офісі С.ТА.Р.З. Вони проникають туди, знищуючи зомбі та мутантів-лизунів, але Барда не знаходять. Він зв'язується з ними по відеозв'язку і пвовідомляє, що перебуває у міській лікарні. Солдати готуються вирушати туди, але з Карлосом зв'язується Джилл, яка щось йому повідомляє. Раптом щось стається і Карлос вирушає до неї. Тим часом Джилл вціліла після зходження потяга з рейок та прямує на поверхню. Вона чує крики потвори і забирається на міст. На мосту вона бачить як охоплена полум'ям потвора в корчах дістається води. Вона зв'язується з Карлосом і повідомляє йому про катастрофу потяга, смерть Михаїла та зраду Ніколая. Раптом, з води вистрибує потвора, яка мутувала у дике та чотирилапе створіння, і починає переслідувати Джилл. На площі Джилл вступає у двобій з потворою. Вона перемагає і йде у прохід під каплицею. Раптом потвора оживає і хапає її. Джилл очікує моменту і стріляє у ланцюги, які тримають решітку. Решітка опускається і відсікає потворі руку. Джилл вже готується йти, але раптом потвора відрощує щупальце і заражає Джилл Т-вірусом. Джилл непритомніє, а за цим спостерігає Ніколай.
Через пів-дня Джилл знаходить Карлос і забирає її до лікарні, у якій ховався доктор Бард. Він лишає Джилл у палаті, а сам вирушає шукати Барда. Він знаходить кабінет Барда, але без голосового зліпка, він не може відчинити двері. Пробираючись лікарнею та відбиваючись від зомбі та мутантів-мисливців він дістає голосовий зліпок Барда. Потрапивши до кабінету він виявляє, що Бард мертвий - його хтось застрелив. Він знаходить комп'ютер, де дивиться відеоповідомлення від Барда, який розкриває правду про катастрофу у Раккун-Сіті. Також, він каже, що його відділ розробив вакцину від зарази, яка схована під землею та у сховищі, але правління корпорації Амбрелла, яка за усім цим стоїть, хоче його знищити. Карлос усвідомлює, що Джилл все знала від самого початку, але довірилась йому. Зі злості він розбиває екран комп'ютера і сховище відкривається. У ньому виявляється зразок вакцини. Карлос його забирає та повертається до Джилл. Він вводить їй вакцину і лишається чекати. Через деякий час прибуває поранений Тайрелл і повідомляє Карлосу, що місто вирішили знищити ракетним ударом 1-го жовтня. Карлос шокований, адже в місті ще залишилися люди. Тим часом, у лікарню намагаються вдертися зомбі. Тайрелл починає закривати ставні лікарні, а Карлос відбиває атаки зомбі. Коли атака завершується, Карлос повертається в палату і бачить, що вакцина діє. Пам'ятаючи про запас вакцини під земелю, він йде туди, а Тайрелл лишається глядіти Джилл.
Джилл прокидається і встає з ліжка. У палату входить Карлос і каже, що місто врятовано. Але раптом він падає на підлогу і перетворюється на зомбі, благаючи Джилл пристрелити його. Джилл не наважується, і Карлос кидається на неї. Але це був сон. Джилл прокидається і виявляє, що місто буде знищено через декілька годин. Вона виходить з палати і помічає Тайрелла. Той розповідає їй про усі події та каже, що Карлос вирушив під землю на пошуки вакцини. Джилл вирушає за ним і виявляє Ніколая. У командному пункті вона знаходить інформацію про діяльність Ніколая, як подвійного агента. Прибуває Тайрелл і каже, що уряд відмінить бомбардування, якщо вакцина буде знайдена. Разом з ним, Джилл просувається углиб лабораторії, але знову з'являється потвора, яка вбиває Тайрелла. У лабораторії Джилл шукає матеріали для вакцини і дізнається, що ця потвора має назву "Немезис". Коли вакцина готова, потвора знову з'являється і хапає Джилл. Джилл тікає від Немезиса, і потрапляє у приміщення, схоже на відстійник. Але туди ж потрапляє Немезис і стрибає на Джилл. Вона ледь не зривається з платформи, але губить вакцину, яку забирає Ніколай і пропонує Джилл угоду: вона б'ється з Немезисом, він все записує і віддає вакцину. Джилл не має вибору, тому змушена погодитися. Джилл починає битву з потворою. Посеред битви з'являється Карлос і допомогає їй здолати Немезиса. Коли потвору здолали, Карлос активує злив і топить Немезиса у кислоті. Вона вирушає на пошуки Ніколая і знаходить його, але він відмовляється віддати вакцину. Раптом щось проломує стіну і розділяє Джилл та Ніколая. З пролому вилазить щось схоже на слимака і з нього вилуплюється ще більш мутований Немезис. Ніколай тікає, а Джилл лишається битися з ним, попросивши Карлоса спинити Ніколая. За допомогою експериментальної рейкової гармати вона остаточно долає Немезиса і йде слідом за Карлосом. На поверхні Ніколай, який долає Карлоса, після розмови Джилл знищує вакцину, бо його замовники наказали знищити корпорацію Амбрелла. Карлос знову починає з ним битися, і Джилл(що боїться зачепити Карлоса) змушена вистрілити в Ніколая. Вони готуються летіти, ала Ніколай хоче полетіти з ними. А натомість він викаже всю інформацію про своїх замовників і заплатить скільки попросять. Але Джилл відмовляє.
Раккун-Сіті знищують ядерною боєголовкою. А Джилл клянеться, що попіл Раккун-Сіті стане попелом корпорації Амбрелла. У сцені після титрів, невідомий забирає розбиту ампулу від вакцини.

## Розробка
Продюсер Capcom Йосіакі Хірабаясі заявив про можливість ремейку Resident Evil 3 після виходу рімейку Resident Evil 2 у січні 2019.. Гра створена на рушії RE Engine, який також використовувався в Resident Evil 7 та ремейку Resident Evil 2. В розробці гри допомагала компанія M-Two, заснована колишнім виконавчим директором PlatinumGames Тацуя Мінамі. Багатокористувацький режим, Resident Evil: Resistance, розроблявся командою NeoBards Entertainment, і подавався раніше як окрема гра, Project Resistance.
Продюсери Масачіка Кавата та Пітер Фабіано заявили що команда намагалась віддати належне більш екшен-орієнтованому підходу оригінальної гри. Відповідно, вони змінили дизайн персонажів, Джилл носитиме більш практичний одяг, а Карлос Олівейра перероблений на більш «недоглянутого». Немезис, один з центральних постатей гри, теж був змінений і отримав нові способи відстежування гравця у порівнянні з Тираном із ремейку Resident Evil 2.

## Випуск
| Агрегатор  | Оцінка                                 |
| ---------- | -------------------------------------- |
| Metacritic | (PC) 79/100 (PS4) 80/100 (XONE) 85/100 |

| Видання                   | Оцінка |
| ------------------------- | ------ |
| Destructoid               | 8/10   |
| Easy Allies               | 8.5/10 |
| Electronic Gaming Monthly | [ 11 ] |
| Famitsu                   | 36/40  |
| Game Informer             | 9/10   |
| GameRevolution            | [ 14 ] |
| GameSpot                  | 6/10   |
| GamesRadar+               | [ 16 ] |
| Hardcore Gamer            | [ 17 ] |
| IGN                       | 9/10   |
| Jeuxvideo.com             | 15/20  |
| PC Gamer (США)            | 58/100 |
| PCGamesN                  | 7/10   |
| USgamer                   | [ 22 ] |
| VG247                     | [ 23 ] |
| VideoGamer.com            | 8/10   |

Гру Resident Evil 3 було анонсовано на онлайн-виставці PlayStation State of Play у грудні 2019. Випуск анонсовано на 3 квітня 2020 року для платформ PlayStation 4, Xbox One, та Microsoft Windows.

## Цікаві факти
- У жовтні 2019 учасники програми Resident Evil Ambassador мали можливість взяти участь у бета-тестуванні нової мережевої у всесвіті Resident Evil під назвою Project Resistance[26]. Під час анонсу Resident Evil 3 (2020) виявилося, що Project Resistance буде мережевим багатокористувацьким режимом в Resident Evil 3, а його назву було змінено на Resident Evil: Resistance[27]
- Так само, як і попередня гра студії Resident Evil 2, у Японії гра відома під назвою Biohazard RE:3. Підзаголовок RE:3 одночасно є натяком на слово Remake, натяком на західну назву Resident Evil, а також відмінністю для оптимізації інтернет пошуку і розрізнення гри 1999 року від гри 2020 року.